# Чкіданарі
Чкіданарі (груз. ჭკიდანარი) — село в Грузії.
За даними перепису населення 2014 року в селі проживає 20 осіб.